# Winorośl właściwa
Winorośl właściwa (Vitis vinifera L.), nazywana także winoroślą winną, latoroślą winną – gatunek z rodziny winoroślowatych. Rośliny występujące w stanie dzikim i będące przodkami roślin uprawnych rosły niegdyś niemal w całym basenie Morza Śródziemnego, w rejonie Kaukazu i dalej na wschód po Turkmenistan. Winorośl uprawna, wyróżniana jako osobny podgatunek, rozprzestrzeniona została szeroko w postaci wielu odmian uprawnych na całym świecie. Z jagód wytwarza się przede wszystkim wina, poza tym wykorzystuje się je do bezpośredniego spożycia (także suszone jako rodzynki), do wyrobu soków, galaretek, dżemów, kwasu winowego i octu winnego. Z nasion tłoczony jest olej.

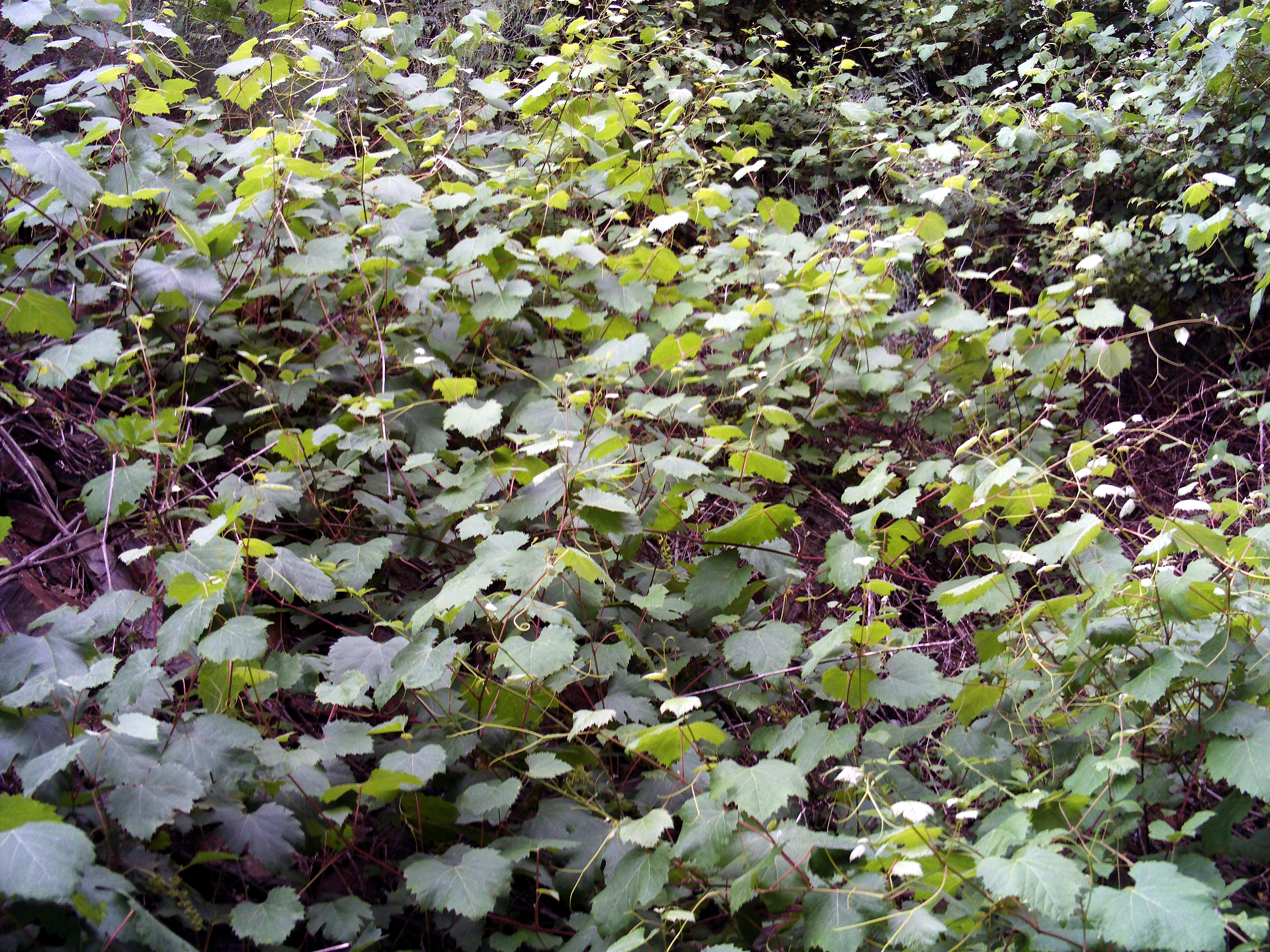
Pokrój podgatunku dzikiego subsp. sylvestris

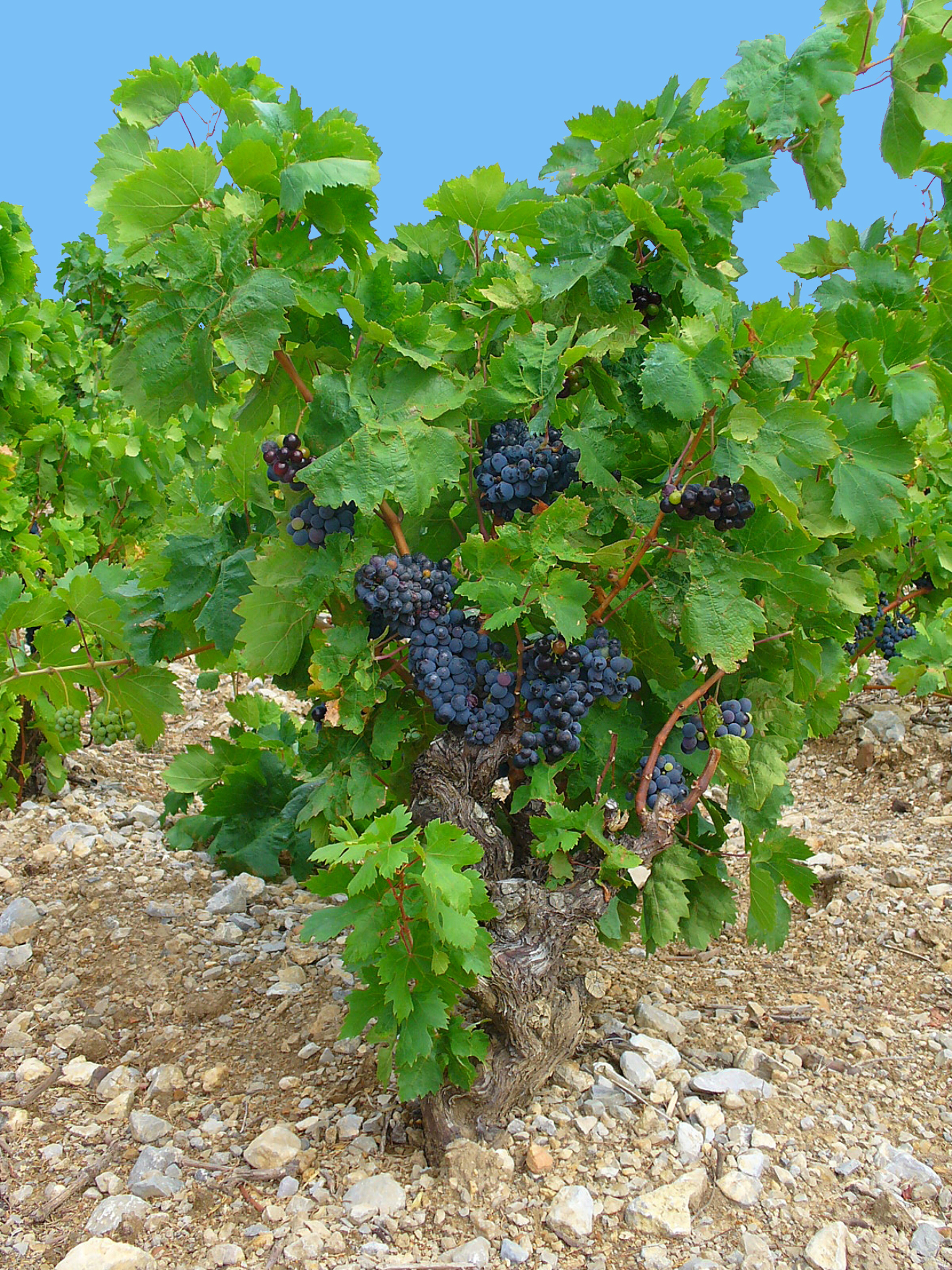
Pokrój podgatunku uprawnego winorośli właściwej Vitis vinifera subsp. vinifera

## Rozmieszczenie i pochodzenie
Zasięg naturalny podgatunku dzikiego winorośli (subsp. sylvestris) obejmował pierwotnie rozległe obszary w basenie Morza Śródziemnego i Azji południowo-zachodniej. Był to jedyny przedstawiciel rodzaju Vitis w Europie i północnej Afryce (najbardziej zróżnicowanego we wschodniej Azji i w Ameryce Północnej). Podczas zlodowacenia północnopolskiego jego refugium był prawdopodobnie rejon Kaukazu oraz południowe krańce Europy tj. Półwysep Iberyjski i Apeniński, gdzie występuje największe zróżnicowanie genetyczne roślin tego gatunku (we Włoszech, zwłaszcza na Sycylii). Stanowiska dzikich winorośli rozciągały się w czasach historycznych na rozległym obszarze południowej Europy od Hiszpanii poprzez Włochy, Szwajcarię, Austrię i Węgry, po Rumunię i kraje bałkańskie położone na południe od niej. Mapa zasięgu obejmuje wybrzeża Morza Czarnego i poprzez rejon Kaukazu sięga po południowe wybrzeża Morza Kaspijskiego. Na wschodnich krańcach zasięgu występuje na izolowanych stanowiskach w Turkmenistanie i Tadżykistanie. Gatunek zasiedlał szeroki zakres siedlisk, ale przekształcenia w krajobrazie spowodowane działalnością człowieka ograniczyły występowanie tego taksonu niemal wyłącznie do lasów i zarośli na siedliskach aluwialnych. Dziko rosnące rośliny zostały zdziesiątkowane przez patogeny zawleczone z Ameryki Północnej (zwłaszcza mączniaka i filokserę), a dodatkowo straty powiększyło powszechne w XIX wieku regulowanie europejskich rzek. W efekcie dziko rosnąca winorośl stała się taksonem zagrożonym w Europie, rosnącym w rozproszonych i wątłych populacjach.
O ile sukcesywnie zmniejszał się areał występowania podgatunku pierwotnego winorośli, o tyle taksony udomowione były rozpowszechniane coraz szerzej na świecie i obecnie uprawiane są na wszystkich kontynentach z wyjątkiem Antarktydy. Podgatunek typowy (uprawny) w Polsce ma status dziczejącego i zadomowionego antropofita (dokładniej epekofita na terenie Małopolski).

## Morfologia

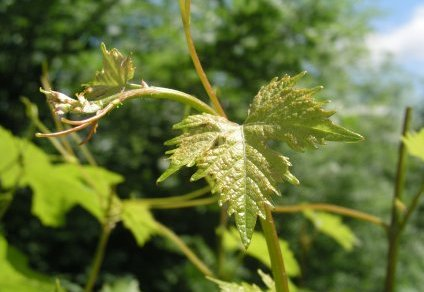
Szczytowa część pędu
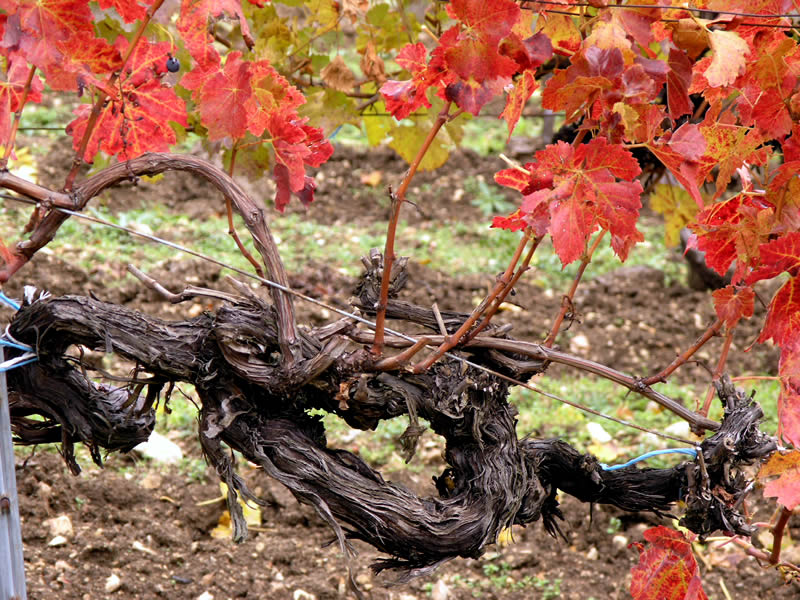
Stary pień winorośli i liście w barwach jesiennych
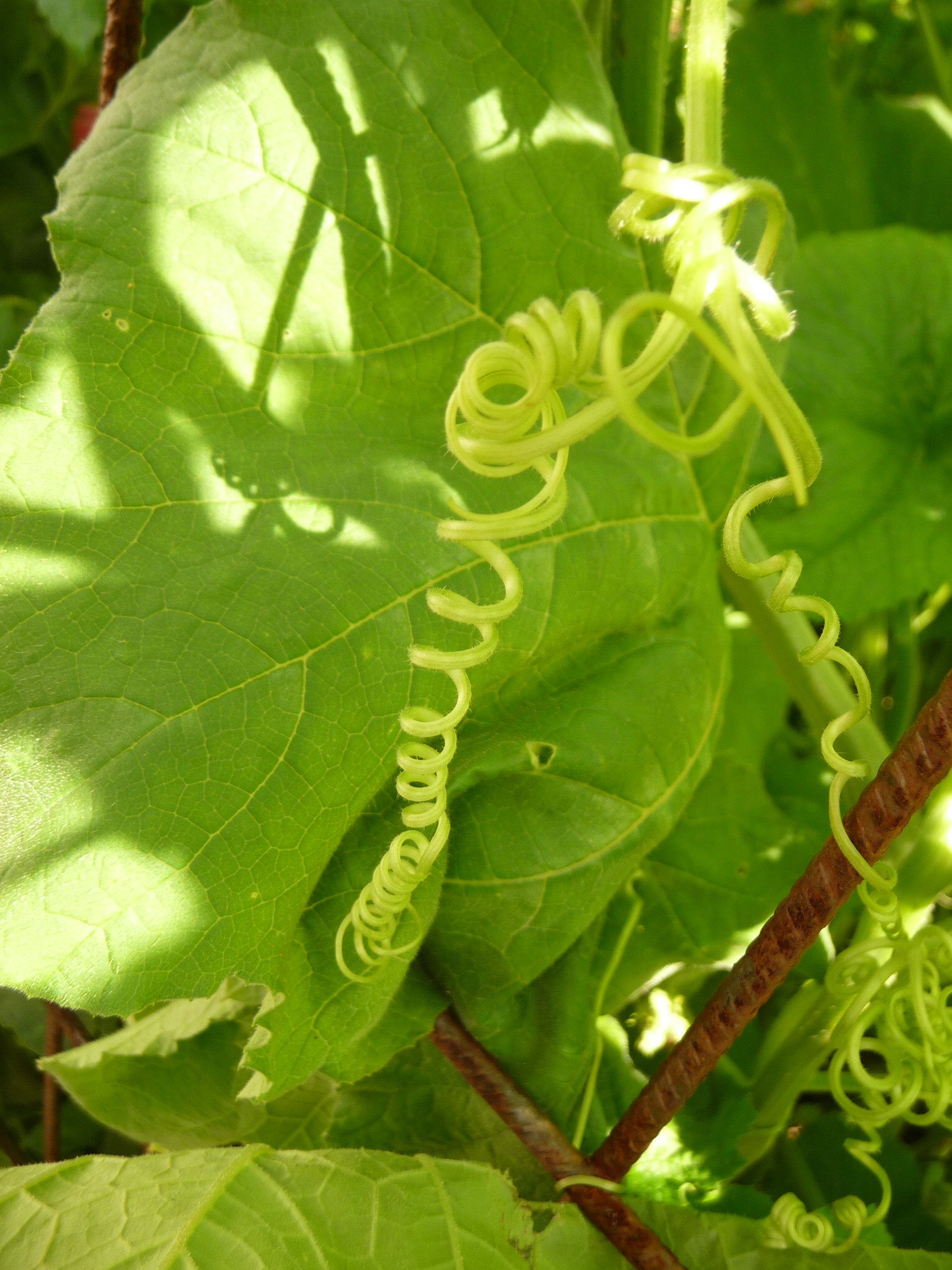
Wąs czepny

PokrójPnącze o długości do 10 m, rzadko do 30, a nawet 40 m. Pień drewniejący, tęgi, może osiągać nawet 1,5 m obwodu. Kora szarobrązowa lub brunatna, podłużnie włóknista. Pędy są mniej lub bardziej bruzdowane, nagie lub z rzadka owłosione. Pędy rozgałęziają się sympodialnie. Pozorna, prosto rosnąca oś główna pędu w istocie jest ciągiem kolejnych bocznych odgałęzień, które rozwijając się spychają dotychczasowe pędy macierzyste w położenie boczne. Winorośl rosnąc czepia się podpór za pomocą widlasto rozgałęziających się wąsów czepnych, stanowiących właśnie takie zepchnięte na bok i zmodyfikowane pędy. Wyróżnia się u winorośli długo- i krótkopędy, przy czym te drugie rozwijają się w kątach liści i zamierają na jesieni aż po znajdujący się u ich nasady pąk kątowy. W kolejnym roku z tego pąka wyrasta długopęd.
LiścieSkrętoległe, długoogonkowe, dłoniaste i bardzo zmienne. Osadzone są na zwykle nagim ogonku długości od 4 do 8 cm (rzadziej do 10 cm). U nasady mają szybko odpadające przylistki. Blaszka liściowa ma podobną długość i szerokość mieszczącą się w granicach od 5 do 15 cm (rzadko osiągają do 20 cm długości). W ogólnym zarysie blaszka jest zwykle okrągława i na różną głębokość (zwykle dość mocno) dłoniasto klapowana. Klapy są 3 lub 5, różnej wielkości, często zachodzące na siebie, a zatoki między nimi są zaokrąglone. Brzegi klap w górnej i środkowej części są grubo i nieregularnie ząbkowane, środkowa klapa jest na szczycie zaostrzona. U nasady blaszka liściowa jest głęboko i wąsko sercowata, z klapami bocznymi często nachodzącymi na siebie. Użyłkowanie jest dłoniaste, u nasady z 5 głównymi żyłkami, każda z 4–5 parami żyłek dalszego rzędu. Blaszka liściowa z wierzchu jest ciemnozielona, początkowo owłosiona, później naga. Od spodu jest jasnozielona i zwykle rzadko, kutnerowato szaro owłosiona, rzadko naga.
KwiatyZebrane są w wiechy osiągające zwykle od 10 do 20 cm długości. Kwiatostany wyrastają naprzeciw liścia i ich szypuła ma od 1 do 5 cm długości. Jest naga lub pajęczynowato owłosiona i nierzadko wyrasta na niej nierozgałęziony wąs czepny. Kwiaty są niepozorne, drobne, zwykle obupłciowe u podgatunku uprawnego i zwykle rozdzielnopłciowe u podgatunku dziko rosnącego. Osadzone są na szypułkach osiągających do 2,5 mm długości. Mają wcześnie odpadający, drobny 5–działkowy kielich. Korona kwiatu składa się z 5 lancetowatych, żółtozielonych płatków o długości 1,5 mm, zrośniętych na szczycie. Podczas rozwoju owocu jest ona odrywana przez rozrastający się słupek, unoszona do góry i odpadająca. Kwiaty słupkowe mają sterylne, krótkie i zielone pręciki. W kwiatach obupłciowych lub pręcikowych znajduje się 5 pręcików o nitkach długości do 1 mm i owalnych, żółtych pylnikach do 0,8 mm długości. Słupek pojedynczy, w kwiatach męskich jest bardzo zredukowany. W kwiatach obupłciowych lub żeńskich składa się z owalnej zalążni, krótkiej szyjki i rozszerzonego znamienia. U nasady zalążni znajduje się 5 miodników. Kwiaty są równoczesne, owadopylne lub samopylne. W Polsce kwitną od czerwca do lipca.

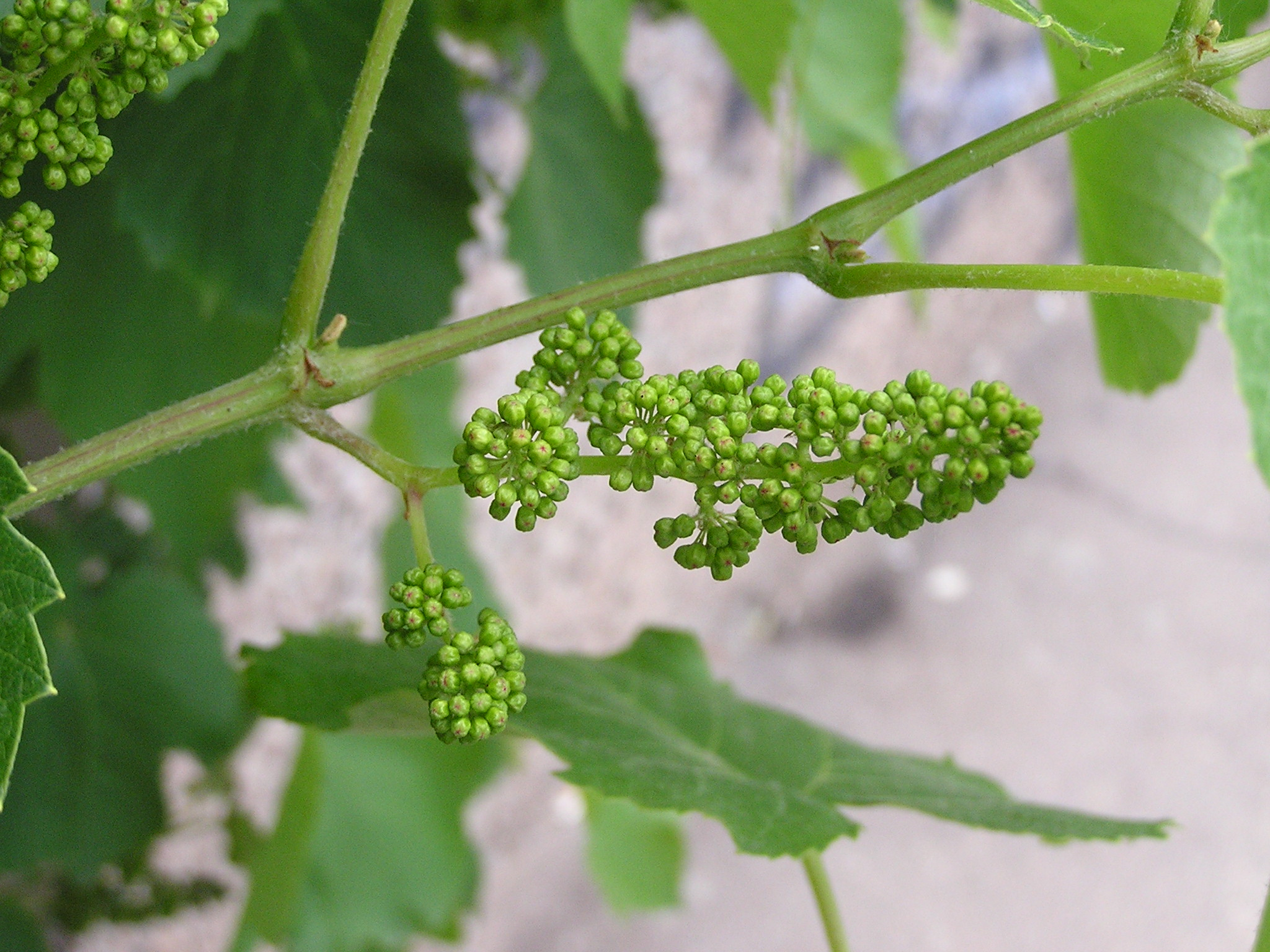
Młody kwiatostan
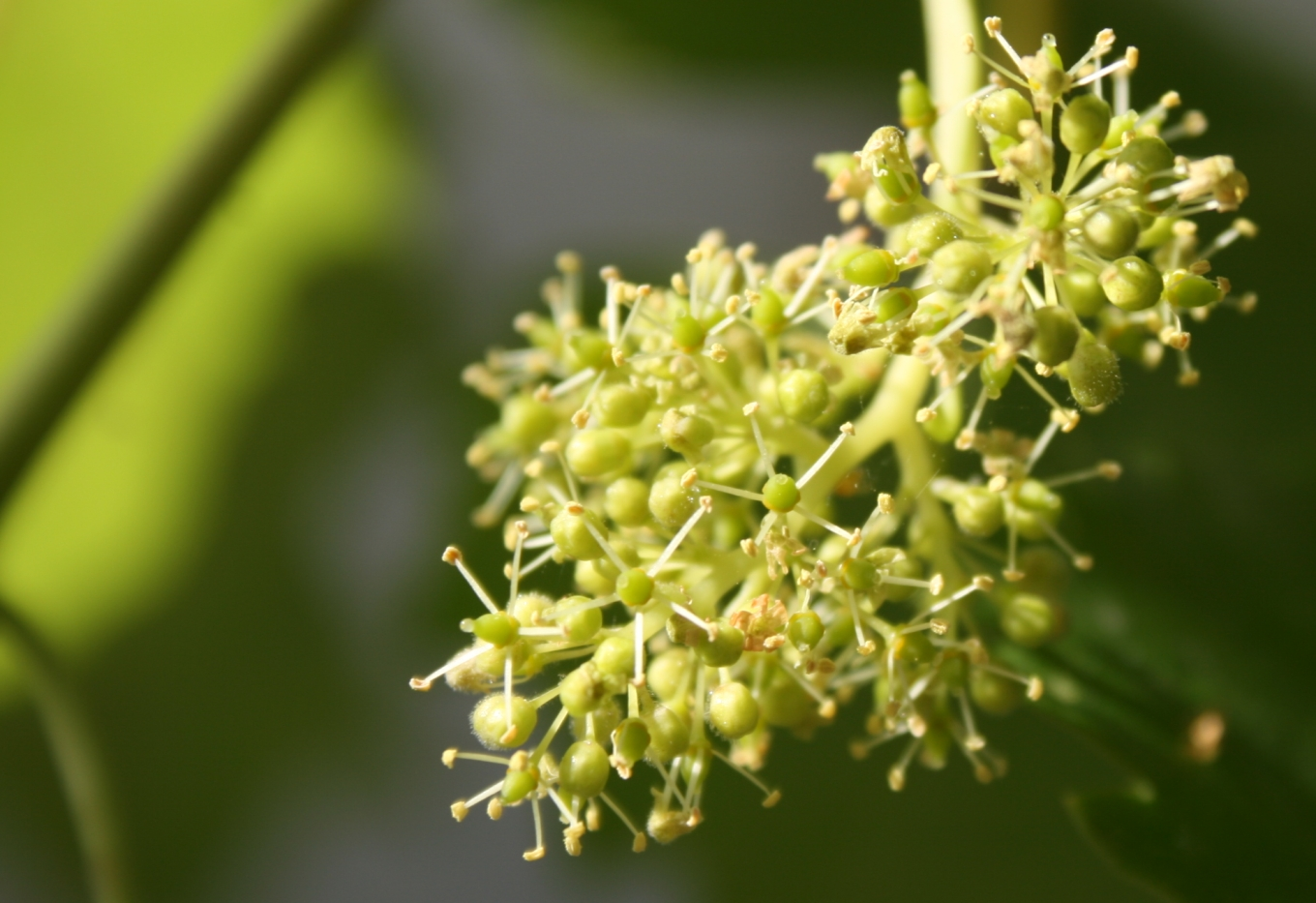
Fragment kwiatostanu podczas kwitnienia
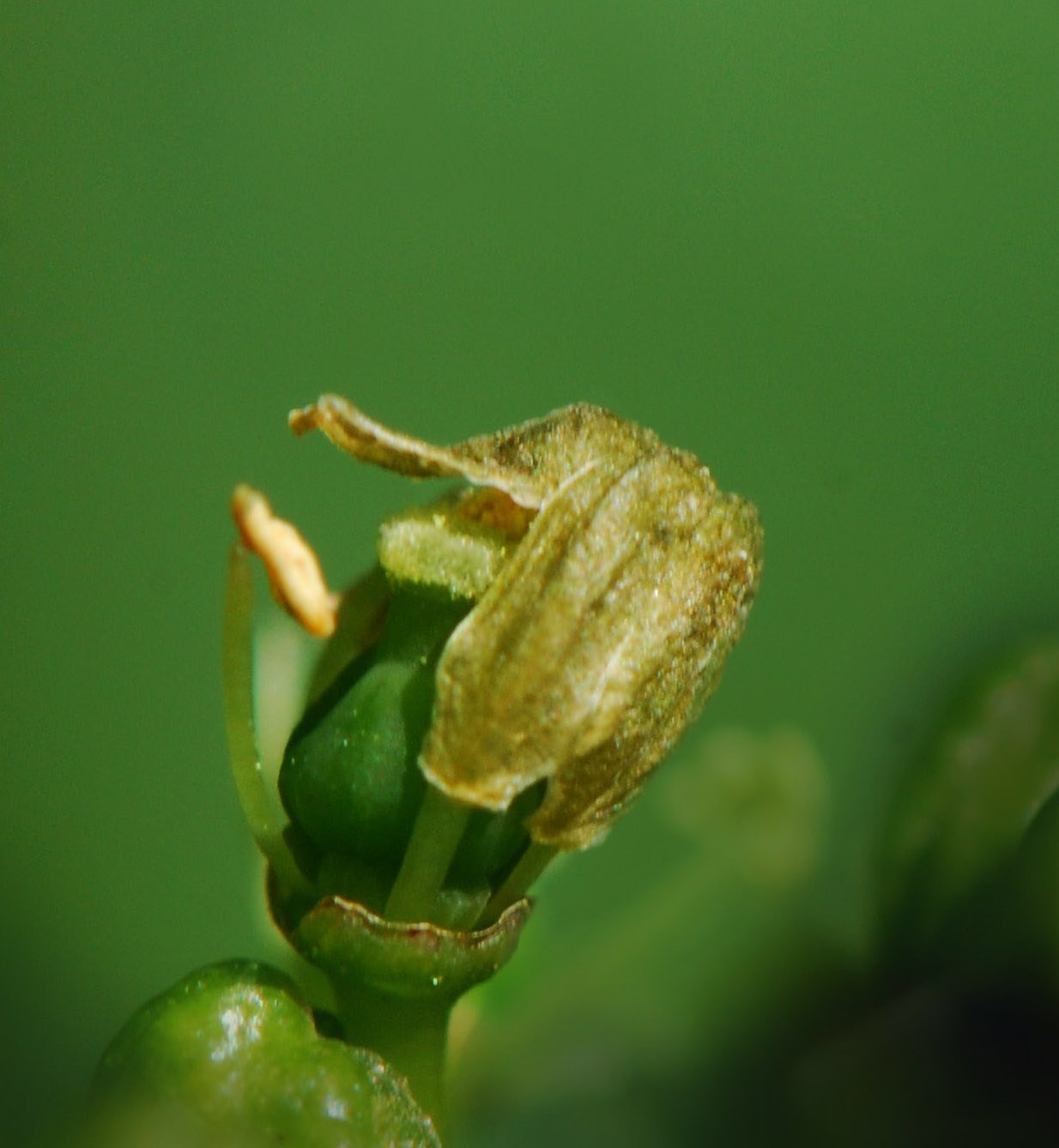
Rozwijający się kwiat (odrzucana korona)

OwocKulista lub podłużna jagoda o średnicy do ok. 2 cm. Jest soczysta, słodka lub słodkokwaśna, u odmian uprawnych ma różne kolory – od jasnozielonkawego poprzez różowy i czerwony do niemal czarnego. Zawiera od 2 do 4 nasion. Nasiona mają kształt gruszkowaty lub owalny, mają dzióbek i osiągają do 6 mm długości. Szypułka owocu wydłuża się i grubieje podczas owocowania.

## Rozwój
Winorośl właściwa jest szybko rosnącym, wieloletnim pnączem. Kwitnie na przełomie wiosny i lata. Owoce pojawiają się pod koniec lata i pozostają na roślinie do zimy. Jesienią liście przebarwiają się na kolor złocistożółty. Najstarszy żyjący okaz winorośli właściwej posadzony został przez Lancelota 'Capability' Browna w 1768 roku w ogrodzie przy Hampton Court w Londynie. Okaz odmiany 'Schiava Grossa' ('Black Hamburgh') wciąż plonuje, a jego zrazy oferowane są na sprzedaż.

## Systematyka i zmienność
Wyróżnia się dwa podgatunki:
- winorośl właściwa dzika[11] (V. vinifera subsp. sylvestris (C.C.Gmel.) Hegi) – rośliny dziko rosnące o kwiatach rozdzielnopłciowych (zdarzają się rośliny obupłciowe, ale ich udział nie przekracza 5% w populacji), udział roślin z kwiatami męskimi i żeńskimi jest zmienny w różnych populacjach. Rośliny te cechują się znacznym zróżnicowaniem morfologicznym i genotypowym. Do cech morfologicznych wyróżniających formę dziką należą całkowicie otwarte wierzchołki pędów (młode liście są rozpostarte), podczas gdy u odmian uprawnych są zwykle zamknięte (młode liście otulają szczytową część pędu). Rosnący w naturze przedstawiciele podgatunku dzikiego cechują się znacznym zróżnicowaniem genotypowym, co ma ogromne znaczenie hodowlane, wobec drastycznie zubożonego zróżnicowania odmian uprawnych (stanowiących klony jednego osobnika)[19]. Refugium winorośli podczas zlodowacenia stanowił najwyraźniej rejon Kaukazu i Półwysep Apeniński, gdzie zachowane populacje wyróżniają się zróżnicowaniem genetycznym i morfologicznym[20][21]. Pierwotnie dzikie winorośle właściwe występowały na różnych siedliskach na rozległym obszarze od atlantyckich wybrzeży południowej Europy po zachodnie Himalaje, jednak ich zasoby uległy drastycznemu zmniejszeniu w ciągu minionych 150 lat. Zachowały się wyłącznie populacje występujące na terenach zalewowych (wysoki poziom wód i wilgotność gleby uchroniła rośliny z tych siedlisk przed filokserą zawleczoną w latach 60. XIX wieku z Ameryki Północnej[19]). Do późniejszych i współczesnych problemów w zachowaniu tego podgatunku należy fragmentacja zachowanych siedlisk gatunku, wycinka drzewostanów na stanowiskach i regulacja rzek[20].
- winorośl właściwa typowa[11] (V. vinifera subsp. sativa Hegi, syn. V. vinifera subsp. vinifera) – rośliny uprawiane o kwiatach obupłciowych i zamkniętych wierzchołkach pędu (otulonych przez młode liście).

### Odmiany uprawne winorośli
W obrębie gatunku wyróżnia się kultywary, popularnie nazywane odmianami albo szczepami. Choć Pierre Viala i Victor Vermorel w 1909 roku wymienili aż ok. 24 000 używanych nazw, to wiele z nich było albo okazało się później synonimami. Na początku XXI wieku wyróżnianych było ok. 5 tys. odmian winorośli, z których około 250 jest uprawianych masowo. Różnią się głównie owocami m.in. ich kolorem skórki, wyglądem, zapachem, smakiem, odpornością na warunki klimatyczne, potencjalnym poziomem alkoholu i kwasowością. Do określenia pokrewieństwa między naturalnymi kultywarami narzędzia dała dopiero analiza genetyczna. Winogrodnicy i naukowcy dążyli do jak najlepszego dostosowania uprawianych krzewów do potrzeb gospodarczych. Optymalizacja była możliwa na kilka sposobów. Jednym z nich była selekcja naturalnych mutacji w ramach odmiany, zwanych sportami albo klonami, których cechy pozytywnie wyróżniały się na tle typowych egzemplarzy. Od XIX wieku na znaczeniu zyskała hodowla nowych odmian, niekiedy krzyżówek międzygatunkowych, przede wszystkim w celu zwiększenia odporności na szkodniki i choroby winorośli oraz lepszego dostosowania do zróżnicowanych gleb. Do produkcji wina nie są dopuszczone krzyżówki międzygatunkowe. Niektóre z wyhodowanych mieszańców winorośli właściwej zyskały znaczenie gospodarcze (np. wyhodowany w Geisenheim 'Müller Thurgau' w Niemczech i 'Pinotage' w RPA).
W 1946 roku podzielono odmiany uprawne winorośli na trzy grupy:
- Convar. Occidentalis (grupa zachodnia) – odmiany południowo- i zachodnioeuropejskie o stosunkowo małych owocach, wykorzystywane głównie do wyrobu win, np.: 'Riesling', 'Pinot noir', 'Traminer'
- Convar. Orientalis (grupa wschodnia) – odmiany deserowe o dużych owocach np.: 'Chasselas', 'Kiszmisz', 'Nimrang'
- Convar. Pontica (grupa czarnomorska) – o cechach pośrednich, wiele odmian deserowych, np.: 'Furmint', 'Czausz', 'Aptis Aga'.

Dla konsumentów najpopularniejsze odmiany winorośli właściwej są często bardziej rozpoznawalne niż regiony pochodzenia, więc wśród producentów spostrzega się tendencję do podkreślania szczepu zamiast regionu winiarskiego.

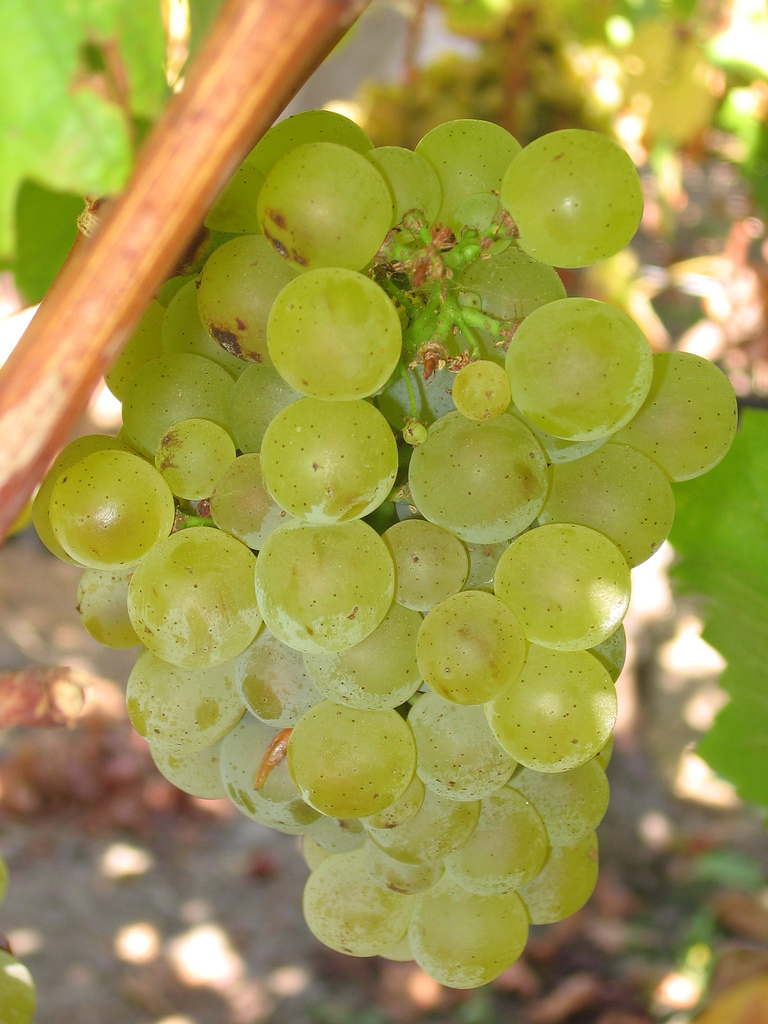
'Sauvignon blanc'
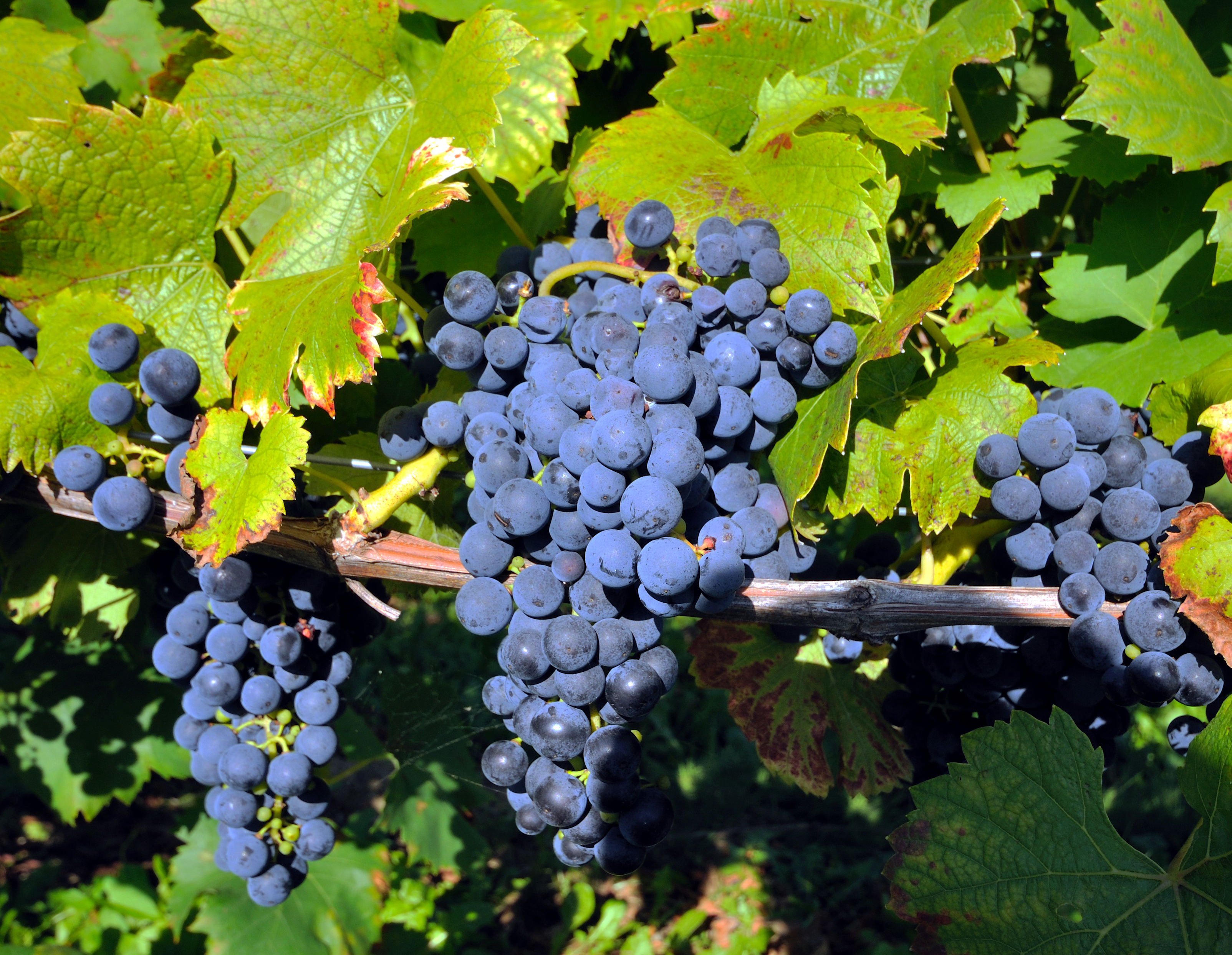
'Pinot Noir'
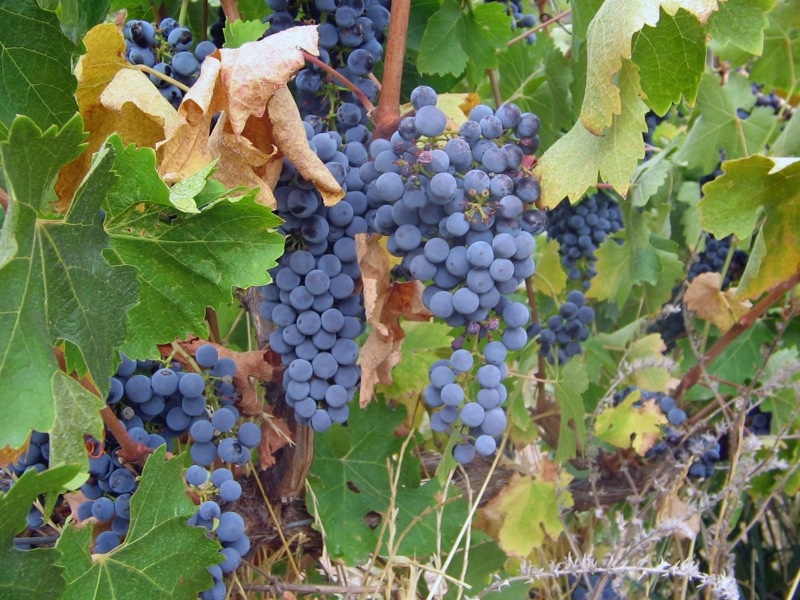
'Cabernet Sauvignon'

Poza odmianami uprawnymi o użytkowych owocach wyhodowano także odmiany ozdobne winorośli, np.:
- 'Incana' – liście pokryte srebrzystym kutnerem, roślina zalecana do zestawień z drzewami i krzewami czerwonolistnymi. Osiąga do 10 m wysokości. Rośnie w strefach mrozoodporności od 6 do 9[30].
- 'Purpurea' – liście przez cały sezon wegetacyjny czerwonopurpurowe, tylko w miejscach ocienionych zielenieją. Owoce ciemnopurpurowe nie są zbyt smaczne. Odmiana wyhodowana w 1838, osiąga do 10 m wysokości i rośnie w 6–9 strefie mrozoodporności[30].

## Nazewnictwo
W wersji bez apostrofów nazwy szczepów winorośli piszemy w języku polskim małymi literami. Polska literatura dotycząca winiarstwa również stosuje się do tej konwencji, za to w źródłach dotyczących ogólnie ogrodnictwa i sadownictwa stosuje się jednak pisownię każdego członu nazwy wielką literą. W publikacjach botanicznych zgodnie z art. 28 Międzynarodowego Kodeksu Nomenklatury Botanicznej oraz Kodem Nomenklatury Roślin Ozdobnych nazwy odmian uprawnych ujmuje się w pojedynczy cudzysłów i zapisuje czcionką prostą.

## Zastosowanie
- Roślina owocowa. Uprawia się ją w celu pozyskania soczystych i mięsistych jagód. W zależności od gatunku i odmiany owoce posiadają różne kształty, kolory, rozmiary i smaki. Nauka zajmująca się klasyfikacją winorośli to ampelografia.
  - Grona znajdują zastosowanie przede wszystkim jako surowiec do produkcji win i produktów winopochodnych[32]. Za pomocą destylacji z wina uzyskuje się winiaki (np. koniak, armagnac) i spirytus[33].
  - Na drugim miejscu znajduje się bezpośrednia konsumpcja (tzw. winogrona deserowe)[32]. Wśród czołowych eksporterów znajdują się Chile, Włochy, Stany Zjednoczone i Południowa Afryka[33].
  - Ważną rolę odgrywają suszone winogrona – rodzynki. Stany Zjednoczone i Turcja dostarczają 80% światowej produkcji rodzynek (choć nie tylko z winorośli właściwej)[34].
  - Z winogron tłoczy się także świeże i pasteryzowane soki pitne albo wykorzystuje do dosładzania innych napojów, dzięki naturalnej słodyczy[34]. Słodkie syropy z winogron zwane sapa i defratum pite były także już w starożytnym Rzymie[35].
- Kulinaria: W krajach bałkańskich z liści winogron i mięsa mielonego wyrabia się potrawę przypominającą gołąbki[36]. Poprzez fermentację octową wina otrzymuje się z niego ocet winny. Z nasion wytwarza się olej.
- Produkcja suplementów diety: z winogron pozyskuje się naturalne antyoksydanty[37].
- Z powstającego podczas fermentacji wina osadu wytwarza się kwas winowy, zaś kamień winny używany jest do produkcji proszków do pieczenia ciast, w farbiarstwie i do czyszczenia przedmiotów mosiężnych.
- Wytłoczyny powstające przy produkcji wina oraz liście zerwane przed zbiorem owoców są wartościową paszą dla bydła i koni, używane są też jako nawóz.

### Historia udomowienia i uprawy

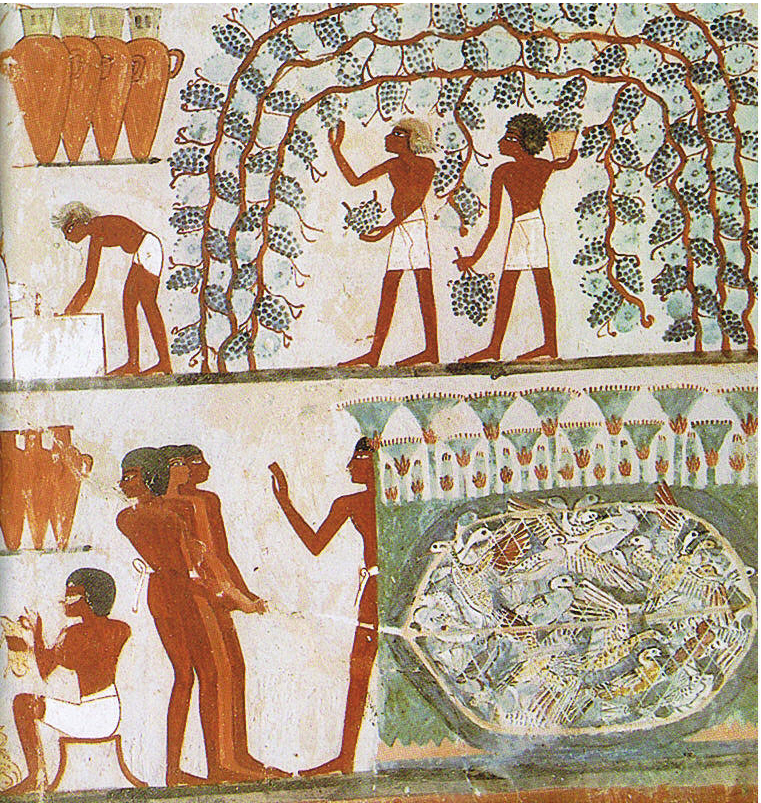
Malowidło z altanową uprawą winorośli ze starożytnego grobowca w Nakht (Egipt) datowane na ok. 1500 r. p.n.e.

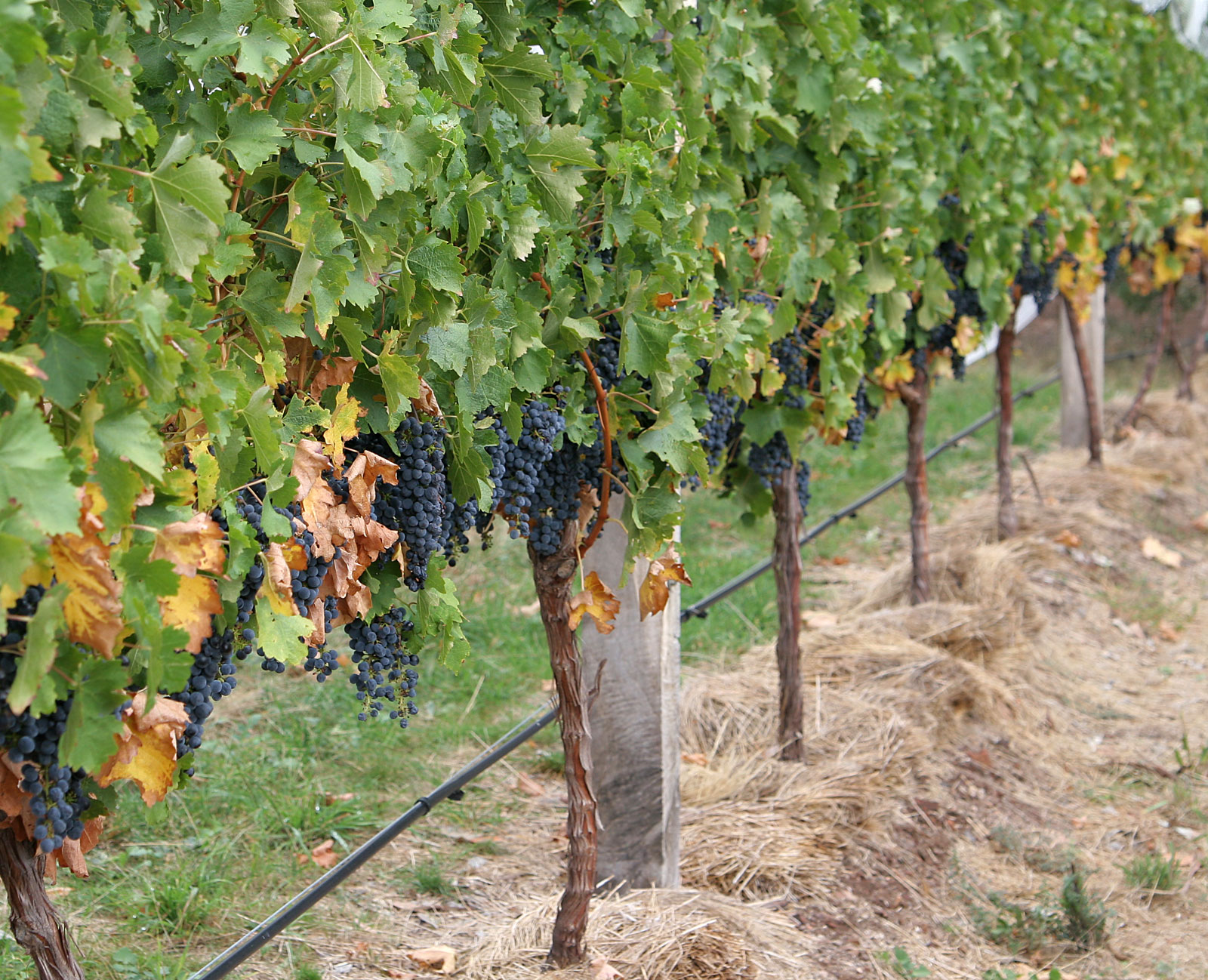
Plantacja winorośli

Tradycyjnie uważano, że winorośl właściwą zaczęto uprawiać w południowym Kaukazie (tereny północno-wschodniej Turcji, północnego Iraku, Azerbejdżanu, Armenii i Gruzji). W stanie dzikim winorośl (podgatunek subsp. sylvestris) rosła jednak od atlantyckich wybrzeży Europy po zachodnie Himalaje i badania molekularne świadczą o tym, że winorośl udomowiona została nie tylko w rejonie Bliskiego Wschodu, ale także w basenie Morza Śródziemnego dalej na zachód. Około 70% lokalnych odmian z półwyspu Iberyjskiego pochodzi od dzikich winorośli z tego rejonu. Przed udomowieniem owoce były zbierane z roślin dziko rosnących w lasach i prawdopodobnie wcześnie doszło do przypadkowego odkrycia wina po spróbowaniu płynu powstałego w naczyniu z długo przechowywanymi owocami. Odkrycie wina mogło nastąpić ok. 8–10 tysięcy lat p.n.e. Najstarsze znalezione ślady wina, w dodatku najwyraźniej świadomie wytwarzanego, bo konserwowanego żywicą pistacji, odkryto w naczyniach pochodzących sprzed 7 tysięcy lat p.n.e. ze stanowiska archeologicznego w górach Zagros w Iranie. Początki upraw i pierwsze prymitywne winnice, w których drzewa służyły jako podpórki datuje się na szóste tysiąclecie przed Chrystusem. Do wyodrębnienia się podgatunku uprawnego doszło w wyniku selekcji roślin obupłciowych – znacznie bardziej plennych od rozdzielnopłciowych.
Winorośl kilka tysięcy lat p.n.e. była rozprzestrzeniona w uprawie we wschodniej części basenu Morza Śródziemnego. Nasiona znaleziono na stanowiskach archeologicznych datowanych na 4500 lat p.n.e. na Cyprze, na 3200 lat p.n.e. w Jerycho. Ze starożytnego Egiptu uprawa winorośli poświadczona jest w dokumentach pisanych datowanych na 2400 lat p.n.e. Szybko też rozprzestrzeniła się w rejonie Azji Mniejszej, Bliskiego Wschodu i Mezopotamii. Najstarsze rysunki winorośli opartej o budowle, a więc sadzonej pochodzą z Egiptu z ok. 1500 p.n.e. Grecy i Rzymianie zakładali winnice na podbijanych przez siebie obszarach w Europie, częściowo po to, by zaopatrzyć w wino własne oddziały. Najbardziej na północ wysuniętym obszarem uprawy były Wyspy Brytyjskie. Wówczas wino było już używane także do gotowania, jako składnik sosów, o czym świadczy książka kucharska Apicusa z III w. Rozkwit uprawy winorośli został zahamowany po upadku cesarstwa rzymskiego i najazdach m.in. Arabów, Wizygotów i Wandalów. Sytuacja uległa poprawie wraz z powstawaniem klasztorów, obok których mnisi zakładali winnice i rozwijali w nich techniki uprawy.
W starożytnych Chinach początkowo uprawiano winorośl amurską. Nasiona winorośli właściwej wysłane zostały do Cesarza Wu przez chińskiego generała wysłanego z poselstwem do krajów irańskich. Zetknął się on po raz pierwszy z winoroślą i winem w rejonie Fergany i Baktrii. Z wysłanych nasion powstała pierwsza winnica w Chinach ok. 120 r. p.n.e.
Do Europy Środkowej i Polski wino dotarło wraz z chrześcijaństwem. Uprawa winorośli ze względu na klimat nie zyskała tu wielkiej popularności. 
Kolonizatorzy zabrali krzewy winorośli właściwej do Ameryki Północnej, Peru i Chile. W Ameryce Północnej rosła wówczas już m.in. winorośl lisia (Vitis labrusca), która odegrała ważną rolę w późniejszej odbudowie winnic europejskich. W 1616 Holendrzy zawieźli winorośl do Afryki Południowej, a w 1788, wraz z Anglikami, pierwsze sadzonki trafiły do Australii.
Druga połowa XIX wieku okazała się katastrofalna dla europejskich winnic. Mączniak prawdziwy poczynił duże szkody we Francji (do 80% strat w plonach), zanim udało się go opanować. Następnie ze wschodniej części Ameryki Północnej do Europy został około 1863 przywleczony szkodnik – filoksera winiec. W krótkim czasie filoksera spustoszyła miejscowe winnice, tym bardziej, że nie znano wówczas żadnych sposobów ochrony przed tym szkodnikiem. Rozwiązaniem okazało się obsadzenie winnic na nowo z wykorzystaniem krzewów szczepionych na podkładkach odpornych na filokserę – amerykańskich i hybrydowych. Wraz z importowanymi podkładkami pojawił się w 1878 także mączniak rzekomy winorośli. Przypadkiem okazało się, że skutecznie chorobę zwalczają związki miedzi (ciecz bordoska). 
Wiek XX przyniósł ulepszenia technologiczne, rozwój winiarstwa w Nowym Świecie i prawne regulacje dotyczące sposobów uprawy. Wiele winnic zostało wykarczowanych, a winiarze większą uwagę poświęcili jakości.
Winorośl właściwa była drugą, po ryżu, rośliną uprawną, której genom zsekwencjonowano w całości.

## Obecność w kulturze i symbolice
Ze względu na ogromne znaczenie winorośli w basenie Morza Śródziemnego – odgrywała ona istotną rolę w różnych starożytnych kulturach tego obszaru. Już 5 tysięcy lat temu w starożytnym Egipcie i Mezopotamii winnice i piwnice pełne wina były symbolem bogactwa i przedmiotem dumy władców. Winnica była darem faraona Amenhotep III dla świątyni w Luksorze, a amfory z winem umieszczano w grobowcach faraonów (np. Tutanchamona). W sumeryjskim eposie ocalony z potopu Utnapisztim właśnie z wina składał bogom ofiarę w podzięce za ocalenie.
Starożytna Grecja
W czasie rozwoju kultury mykeńskiej uprawa winorośli odgrywać zaczęła istotną rolę w południowej Europie. Bogiem wina i winorośli oraz propagatorem jej uprawy na całym wówczas znanym świecie był Dionizos, dla którego obchodzono kilka świąt w roku zwanych dionizjami. Wino odgrywało istotną rolę w kulturze i gospodarce starożytnej Grecji, Homer pisał o codziennie przybijających do brzegów Troi okrętów wyładowanych amforami z winem. Wino i winorośl obecne są także w mitologii greckiej. 
Starożytny Rzym
W rejonie Morza Śródziemnego uważano winorośl za roślinę świętą, a napój wytwarzany z jej owoców za napój bogów. W starożytnym Rzymie i Grecji pito wino, mieszając je często z wodą. Wino nie było napojem składanym w ofierze bogom – w Rzymie było to mleko.
Starożytny Izrael
W tradycji żydowskiej winorośl porównywana jest do narodu żydowskiego. Tak midrasz interpretuje słowa Biblii Hebrajskiej. W komentarzach rabina Szymona ben Lakisza (III w. n.e.) zawartych w Gemarze owoce winorośli to uczeni i mędrcy, liście to ludzie wytwarzający substancje niezbędne dla życia całej wspólnoty (rośliny), a pędy to kupcy rozprowadzający produkty wytwarzane przez ludzi. Zgodnie z tradycją biblijną pierwszym człowiekiem, który zaczął uprawiać winorośl był Noe. Z błogosławieństwa Jakuba wynika, że posiadanie winnicy było równoznaczne z bogactwem, przy czym zgodnie z Księgą Powtórzonego Prawa można było wejść do cudzej winnicy i najeść się do syta, choć nie wolno było zbierać gron do kosza. Kwitnąca winorośl przedstawiona została jako symbol wiosny w Pieśni nad pieśniami. Zbiór winogron był tak ważny, że na jego okres zwalniano nawet mężczyzn z wojska, by mogli zebrać owoce we własnej winnicy (Pwt 20,6).  W Starym Testamencie wino z winogron było jedną z ofiar składanych Bogu.  W Księdze Izajasza zawarty jest metaforyczny opis zakładania winnicy, na początku pełen namiętności niczym hymn miłosny, w drugiej części zmieniający się w sąd nad narodem żydowskim. Zgodnie z przekazem Józefa Flawiusza przy murach Świątyni Jerozolimskiej rosła winorośl obrobiona w złocie, rodząca wspaniałe owoce.
Tradycja chrześcijańska
W sztuce chrześcijańskiej winna latorośl łączyła się z osobą Chrystusa, ideą nieśmiertelności i zmartwychwstania – jak np. latorośl w nagrobku Kazimierza Wielkiego na Wawelu. Jezus w przypowieściach przyrównuje siebie do krzewu winnego, a ludzi do latorośli; jedne z nich zostają na krzewie i przynoszą owoce, inne zaś zostają obcięte i wrzucone w ogień.